# كيفن كيلي (لاعب كرة قاعدة)
كيفن كيلي (بالهولندية: Kevin Kelly)‏ هو لاعب كرة قاعدة هولندي، ولد في 8 أكتوبر 1983 في ويلمستاد في كوراساو.

## وصلات خارجية
- كيفن كيلي على موقعبيزبول رفرنس.كوم (الدوري الثانوي) (الإنجليزية)